# محيي الدين الكافيجي
محيي الدين الكافيجي هو محمد بن سليمان بن سعد بن مسعود الكافيجي الرومي، كنيته أبو عبد الله، ولقبه محيي الدين، من كبار العلماء بالمعقولات، عرف بالكافيجي؛ لكثرة اشتغالة بالكافية في النحو.

## اسمه ونسبه ولقبه
هو الإمام محيي الدين أبو عبد الله محمد بن سليمان بن سعد بن مسعود، الرومي الحنفي المعروف بالكافيجي؛ ولقب بذلك لكثرة اشتغاله بكتاب «الكافية» في النحو لابن الحاجب فنسب إليها بزيادة الجيم.

## مولده ونشأته
ولد الكافيجي  في بلاد صروخان من ديار ابن عثمان سنة 788 هـ، واشتغل بطلب العلم، ورحل إلى بلاد العجم،
والتقى بالعلماء الأجلاء، وقدم الشام، ثم ذهب إلى القدس، وبعدها إلى القاهرة، فأقام في مدرسة البرقوقية سنين، والتقى في القاهرة بكثير  من الأئمة المحققين،   وظهرت فضائله بين العلماء الأجلاء.

## شيوخ الكافيجي
كان من أبرز شيوخه: شمس الدين الفنري، حافظ الدين البزازي، ابن فرشتا ابن ملك، عبد الواجد الكوتائي.

## تلاميذه
ولما استقر الكافيجي في القاهرة ظهرت مكانته واشتهر بين العلماء الأفاضل بعلمه وتقواه، وأقبل عليه طلاب العلم من كل مكان، وكثر  تلامذته  ومن أبرز من أخذ عنه:
جلال الدين السيوطي، وابن أسد، وشيخ الإسلام زكريا الأنصاري،  وابن مزهر، وعبد القادر الدميري، ومحمد بن محمد السعدي، ومحمد بن جمعة، وغيرهم الكثير.

## مكانته العلمية
كان   بارعاً في جل العلوم عامة، والعلوم العقلية خاصة من أمثال:  علم الكلام، وأصول الفقه، والنحو والصرف، والإعراب، والبلاغة والبيان، والمنطق والفلسفة. قال عنه السيوطي: (لزمته أربع عشرة سنة، فما جئت من مرة إلا وسمعت منه من التحقيقات والعجائب ما لم أسمعه قبل ذلك؛ قال لي يوماً: أعرب «زيد قائم» فقلت: قد صرنا في مقام الصغار ونسأل عن هذا، فقال لي: في «زيد قائم» مائة وثلاثة عشر بحثاً فقلت: لا أقوم من هذا المجلس حتى أستفيدها،  فأخرج لي تذكرته فكتبتها منها).
وتولي:  مشيخة تربة الأشرف برسباي، ومشيخة زاوية الأشرف، ثم مشيخة التدريس بتربته، وتولى   رئاسة المذهب الحنفي بمصر، وتصدى للتدريس والإفتاء.
كما اشتهر بين أفلضل العلماء بالتقوى والورع والخوف من الله عزوجل، فضلا عن كرمه وجوده وكثرة عطاياه.
وقد مدحه كثير من الشعراء منهم الشهاب المنصوري
قائلا:
يا عين أعيان الزمان ويا محيي – بمصر – سنة الشرع
ما قرع الباب عليك امروء إلا وذاق حلاوة القـــرع

## أهم مؤلفاته
لقد كثرت مؤلفاته حتى زادت  عن المائة. من أهمها:
1. الأنموذج في  الاستعارة بالكناية، والاستعارة التخييليّة، وفي بيان تلازمهما.
2. أنوار السعادة في شرح كلمتي الشهادة.
3. بنات الأفكار في شأن الاعتبار.
4. التيسير في قواعد علم التفسير.
5. حاشية على تفسير البيضاوي.
6. حاشية على المطوّل.
7. خلاصة الأقوال في حديث «إنما الأعمال».
8. رسالة متعلقة بعلم التفسير ووجوه القراءات.
9. سيف الحق والنصرة على رقاب أهل البغي والفتنة.
10. حاشية على الكشاف.
11. شرح الاستعارة.
12. شرح الإعراب عن قواعد الإعراب.
13. شرح كتاب تهذيب المنطق والكلام لسعد الدين التفتازاني.
14. شرح القواعد الكبرى في النحو لابن هشام.
15. الكافي الشافي.

وغيرها كثير.

## وفاته
لقد مرض  حتى وافته المنية  ليلة الجمعة الرابع من  جمادى الأولى سنة تسع وسبعين وثمانمائة، وشهد الصلاة عليه السلطان  سيف الدين الأشرف قايتباي، وحزن  الناس على موته حزنا شديدا.
 
وقد  رثاه كثير من الشعراء منهم: الشهاب المنصوري الذي رثاه بمرثية طويلة منها قوله:
        بكت على الشيخ محيي الدين كافيجي         عيوننا بدموعٍ من دم المُهجِ
 
ومن مؤلفاته البلاغية التي كان له فيها اليد الطولى، والآراء الصائبة، والحجج القوية كتابه: «الأنموذج في  الاستعارة بالكناية، والاستعارة التخييليّة، وفي بيان تلازمهما». وفيه يقول لمّا كثرت الأقوال والشُبه والشكوك في شأن الاستعارة بالكناية، والاستعارة التخييليّة، وفي بيان تلازمهما، كثرة بحيث تكاد أن تلحق الكلام في حـق المرام باللّغز والأحجية؛ لمدافعة بعضهابعضًا، ولظالمات حيلولتها بين [ الألفاظ ] والمعاني، وقد كانت العقول متحيّرةً بها حتى صحّ أن يُقال في شأنها المثل السائر: «إني أراك تقدّم رجلاً وتُؤخّر أخرى»[1] .
ألّفتُ[2] هذا الأُنموذج لحلّ عُقد تلك الشُبه، ولترجيح تلك الأقوال بعضها على بعض، مع إلحاقها أبحاث سنحتْ للذهن القاصر، والفكر الفاتر[3] ، وجـعلته مشــتملاً على بابَين:
الباب  الأوّل:
 ففي بيان منشأ تلك الأقوال، وفي ترجيح بعضها على بعض بقدر الوسع والإمكان...
أقول: لاشك بأن كل واحد من الاستعارة بالكناية والاستعارة التخييلية مُزال عن أصله، وليس مُجرى على ظاهره، للعلم
الضروري بأن«المنيّة»، في نحو قولك:«أنشبت المنيّة أظفارها بفلانٍ»، ليست كـ «المنيّة» في نحو قولك: «دنتْ منيّة فلانٍ»، في ظهور الدلالة على معناها، وفي تفهيم المراد منها للسامع. وأن (الأظفار) فيه أيضًا، ليست كـ «الأظفار» في مثل قولك: «أنشب السبع أظفاره بفريسته»، في الدلالة على المرام، وفي تقريب المعنى إلى الأذهان.
فمن هاهنا نشأت الشُبه والاشتباه والالتباس والحيرة في فهم المراد منها في نحو ذلك القول، فاختلف الناسُ فيها بحسب اختلاف فهم المقصود منها.
فمنهم من قال: إنها مجازٌ لُغويّ، ومنهم من قال: بخلاف ذلك.
فإن قلتَ: هذا الاختلاف ليس واقعاً في محلّه؛ فإن ذلك أمر لغوى فليرجع [ فيه ] [1] إلي اللغة أو إلى العَرب العَرْبَاءِ[2] ، أو إلى النقل عن أئمة اللغة.
قلت:
 أولا: إن محل النزاع هاهنا هو] في [[1] الخالي عما ذُكر، إمّا للتَّعذُر أو للتغير أو لانقطاع النقل عنهم.ثانيًا: أن النقل والسماع والتتبع ليست بشرط في آحاد المجازات، وإن كان شرطًا في أنواعها  ]الأخرى2 على المذهب المختار، وكذلك لم يُدَوِّنوا المجازات تدوينَهم الحقائق؛ لكونها مبنية على تفاوُت المناسبات بحسب تفاوت اعتبارات الأذهان، فكم بينها من تفاوتٍ غير داخل تحت ضبطٍ وحصرٍ[3] ، وقريبٌ من ذلك قول أهل المعقول: الدلالة الالتزاميّة مهجورة في العلوم.
ثالثا: لو وُجد هاهنا شيءٌ مما ذكر فهو لا يمنع اختلاف الناسِ فيها؛ لكونه ظنيًا فلا يقطعُ الاحتمال، ونظير هذا قول أهل الأصول: يجوز إحداث قولٍ مخالف لما سَبَق من الأقوال إذا لم يخالف الإجماع، فإذا لم يُوجد دستور معتمد يرجع إليه فيكون حال الناس فيها كحال قوم انكسرت سفينتهم وسط عباب البحر،
فكل واحد يعوم فيه بنفسه طالبًا للخلاص والنجاة، فإذا انتقش ما ذُكر في صحيفة صفاءِ ذهنك.